# خوزه سرانو (بازیکن فوتبال، زاده ۱۹۸۱)
خوزه سرانو (انگلیسی: José Serrano؛ زادهٔ ۱۷ مارس ۱۹۸۱) بازیکن فوتبال اهل اسپانیا است.
از باشگاه‌هایی که در آن بازی کرده‌است می‌توان به باشگاه فوتبال رایو وایکانو، باشگاه فوتبال لوانته، باشگاه فوتبال کادیس، و باشگاه فوتبال خرز اشاره کرد.
وی همچنین در تیم‌های ملی فوتبال زیر ۱۶ سال اسپانیا، زیر ۱۷ سال اسپانیا، و زیر ۱۸ سال اسپانیا بازی کرده‌است.